# 梅克舒尼夫卡
51°33′56″N 30°46′34″E / 51.56556°N 30.77611°E
梅克舒尼夫卡（烏克蘭語：Мекшунівка），是烏克蘭北部的村莊，隸屬切爾尼希夫州的切爾尼希夫區。該村始建於1651年，面積0.61平方公里，海拔高度146米，2001年人口76，人口密度每平方公里124.6人。